# Liliana Ronchetti
Liliana Ronchetti (Como, 15 settembre 1927 – 4 febbraio 1974) è stata una cestista italiana.
Chiamata Lilly, è considerata una delle più forti cestiste di sempre in Italia. Era la sorella di Franca Ronchetti.

## Carriera
Iniziò a giocare, alla fine degli anni quaranta, in Serie B con la Comense. Conquistata la Serie A, trascinò la squadra comasca alla vittoria di quattro scudetti di fila. Più volte è stata anche la miglior marcatrice del campionato italiano femminile di pallacanestro. In una gara ha segnato 51 punti.
Vanta 83 presenze nel settore femminile della nazionale italiana di pallacanestro.
È morta a 46 anni.

## Omaggi
Dal 1975 al 2002 la Coppa delle Coppe femminile di basket è stata intitolata "Coppa Ronchetti" in suo omaggio; è inoltre nella Hall of fame FIBA.

## Palmarès
- Campionato italiano: 4
Comense Como: 1949-50, 1950-51, 1951-52, 1952-53